# یان کروس
یان کروس (استونیایی: Jaan Kross؛ ۱۹ فوریهٔ ۱۹۲۰ – ۲۷ دسامبر ۲۰۰۷) یک نویسنده، شاعر و رمان‌نویس اهل استونی بود.
کروس دانش‌آموخته مدرسه گرامر وستولم و دانشگاه تارتو بود. وی چندین بار در اوایل دهه ۱۹۹۰ میلادی برای دریافت جایزه نوبل ادبیات نامزد شد اما موفق به دریافت این جایزه نشد.